# Ratimir Martinović
Ratimir Martinović (Kotor, Montenegro, ) es un pianista serbio, nacido en Montenegro. 

## Carrera artística
Comenzó a estudiar piano en su ciudad natal para después mudarse a Novi Sad donde continuó sus estudios en la escuela de música de Isidor Bajić. Se graduó en 1999 tocando las variaciones Goldberg, una sonata de Beethoven, cuatro baladas de Chopin y una obra de Prokófiev.
Toca regularmente como solista en la Orquesta Filarmónica de Belgrado y el la Orquesta de Cámara de Novi Sad.